# Hausen (Rhön)

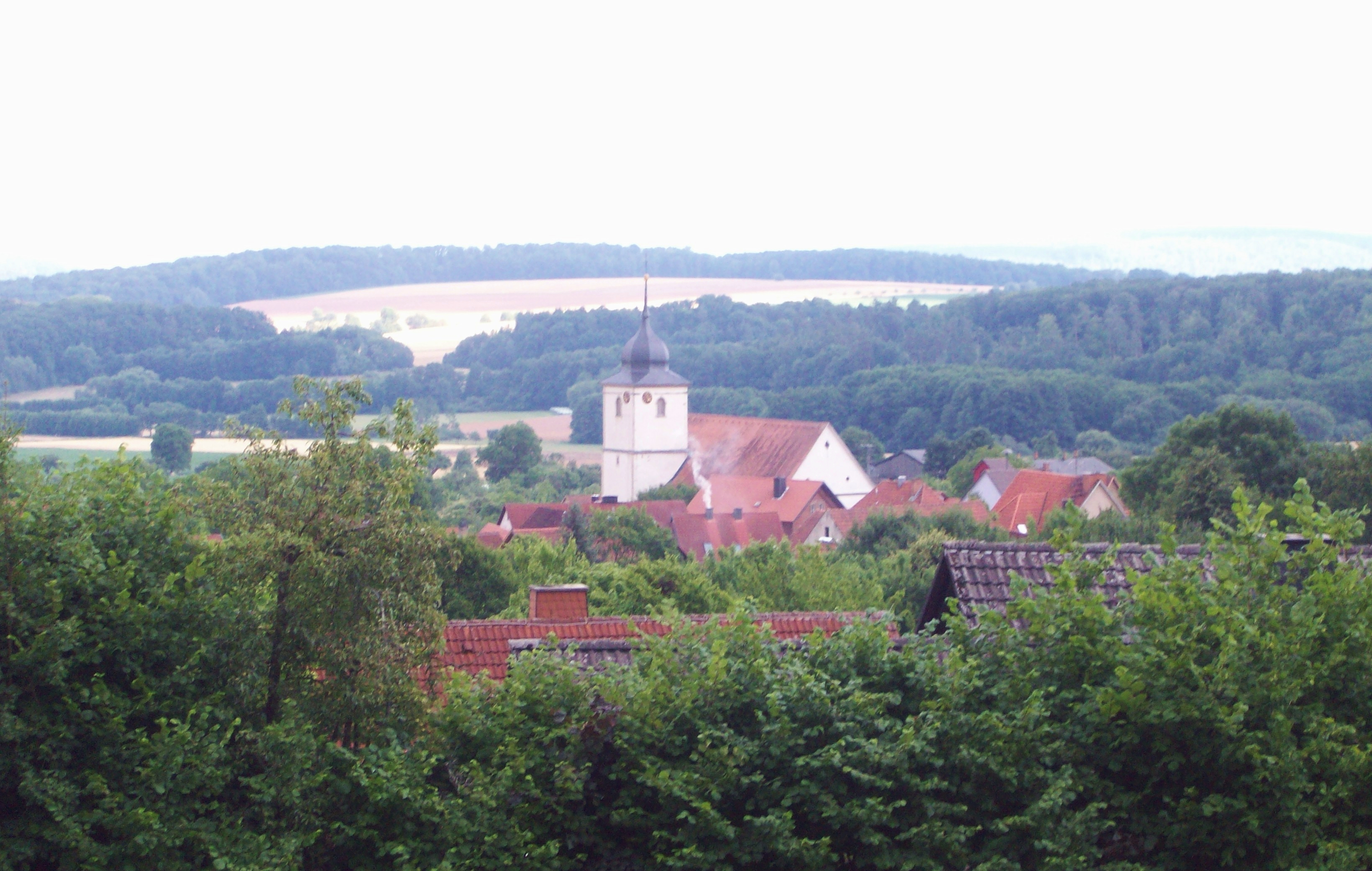
Blick von oberhalb Hausens auf Kirche und zentralen Ortsteil

Hausen (ⓘ) ist eine Gemeinde und deren Hauptort im unterfränkischen Landkreis Rhön-Grabfeld.

## Geografie
Die Gemeinde liegt in der Region Main-Rhön.

### Gemeindegliederung
Es gibt fünf Gemeindeteile (in Klammern ist der Siedlungstyp angegeben):
- Hausen (Pfarrdorf)
- Hillenberg (Weiler)
- Reupers (Forsthaus)
- Rhönhof (Staatsgut)
- Roth (Kirchdorf)

Es gibt die Gemarkungen Hausen und Roth.

### Nachbargemeinden
Hausen grenzt an folgende Gemeinden (im Uhrzeigersinn, beginnend im Norden): Fladungen, Sondheim vor der Rhön, Ostheim vor der Rhön, Oberelsbach (alle Landkreis Rhön-Grabfeld) und Ehrenberg (Rhön) (Landkreis Fulda/Hessen).

## Geschichte

### Bis zur Gemeindegründung
Im Jahre 855 wurde der Ort erstmals erwähnt. Das ehemalige Amt des Hochstiftes Würzburg, das zum Fränkischen Reichskreis gehörte, wurde nach der Säkularisation 1803 zugunsten Bayerns 1805 Erzherzog Ferdinand III. (Toskana) zur Bildung des Großherzogtums Würzburg überlassen und fiel mit diesem 1814 endgültig an Bayern. Im Jahr 1818 entstand die politische Gemeinde.

### Eingemeindungen
Im Zuge der Gebietsreform in Bayern wurde am 1. Mai 1978 die Gemeinde Roth eingegliedert.

### Einwohnerentwicklung
Im Zeitraum 1988 bis 2018 sank die Einwohnerzahl von 773 auf 684 um 89 Einwohner beziehungsweise um 11,5 Prozent. 1992 hatte die Gemeinde 826 Einwohner.
| Jahr      | 1961 | 1970 | 1987 | 1991 | 1995 | 2000 | 2005 | 2010 | 2015 | 2020 |
| --------- | ---- | ---- | ---- | ---- | ---- | ---- | ---- | ---- | ---- | ---- |
| Einwohner | 811  | 834  | 735  | 819  | 795  | 799  | 774  | 713  | 722  | 674  |

## Politik und Öffentliche Verwaltung
Die Gemeinde ist Mitglied der Verwaltungsgemeinschaft Fladungen.

### Gemeinderat
Die Gemeinderatswahl 2020 ergab folgende Sitzverteilung:
- Wählergemeinschaft Hausen: 6 Sitze
- Wählergemeinschaft Roth: 2 Sitze

### Bürgermeister
Ehrenamtlicher erster Bürgermeister und Vorsitzender des Gemeinderats ist seit 1. Mai 1984 Fridolin Link (* 1949, CSU). Er ist gemeinsam mit Marianne Krohnen aus Geiselbach dienstältester Bürgermeister einer kreisangehörigen Gemeinde in Bayern.

### Wappen
| Wappen von Hausen (Rhön) | Blasonierung: „In Silber über gesenktem schwarzen Wellenbalken ein deichselförmiger roter Feuerbock.“ |
| Wappen von Hausen (Rhön) | Wappenbegründung: Der Feuerbock ist dem Wappen der Grafen von Hiltenbuch (Hildenburg) entnommen. Hausen gehörte zur Herrschaft Hiltenbuch und kam 1228 an das Hochstift Würzburg. An der Übertragungsurkunde von 1228 ist der Abdruck des gräflichen Siegels überliefert. Die Adelsfamilie hatte ihren Stammsitz im Gemeindegebiet auf der Burg Hildenburg. Die Farben Silber und Rot erinnern an die territoriale Zugehörigkeit zum Hochstift Würzburg. Der schwarze Wellenbalken weist auf das so genannte „Schwarze Moor“, das größte Hochmoor der Rhön, mit einer seltenen Flora und Fauna. Dieses Wappen wird seit 1985 geführt. |

## Wirtschaft und Infrastruktur

### Wirtschaft einschließlich Land- und Forstwirtschaft
Es gab im Jahr 2020 nach der amtlichen Statistik 308 sozialversicherungspflichtig Beschäftigte am Arbeitsort. Sozialversicherungspflichtig Beschäftigte am Wohnort gab es insgesamt 290. Im verarbeitenden Gewerbe gab es einen Betrieb, im Bauhauptgewerbe keine Betriebe. Zudem bestanden im Jahr 2016 14 landwirtschaftliche Betriebe mit einer landwirtschaftlich genutzten Fläche von 600 ha, davon waren 216 ha Ackerfläche und 383 ha Dauergrünfläche.
Im Ortsteil Roth befindet sich die Brauerei Rother Bräu.

### Bildung
Es gibt folgende Einrichtungen (Stand 2021):
- eine Kindertageseinrichtung: 25 genehmigte Plätze, 14 betreute Kinder

## Religion
Hausen
1517 ist in Hausen schon eine Kirche dem Heiligen Georg (Heiliger) geweiht war. Die heutige Kirche wurde 1741 erbaut.
Roth
1683 wurde in Roth eine neue Kirche erbaut, die 1684 dem Hl. Antonius von Padua geweiht wurde. 1959 konnte der Grundstein zu der jetzigen Kirche gelegt werden die an gleicher Stelle errichtet wurde. Seit 1958 gehört Roth zur Pfarrei Hausen.
Hillenberg
Die Kapelle „Maria, Hilfe der Christen“ auf dem Hillenberg wurde 1950 geweiht.
Mittlerweile gehören beide Orte zur Pfarreiengemeinschaft Fladungen-Nordheim.

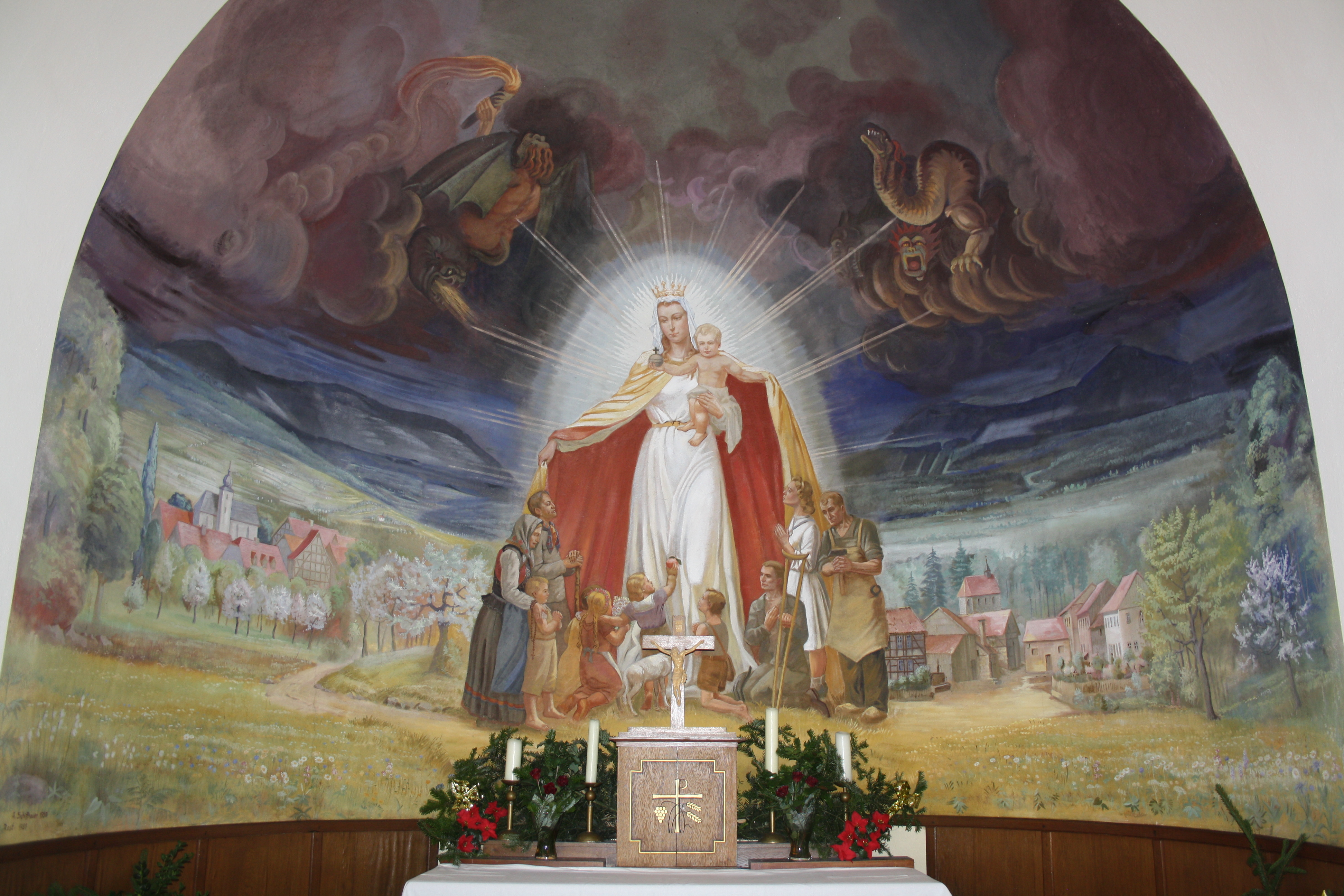
Altarbild in der Kirche in Hillenberg mit einer Abbildung des Dorfes Hausen im Altarraum (links)

## Kultur und Sehenswürdigkeiten

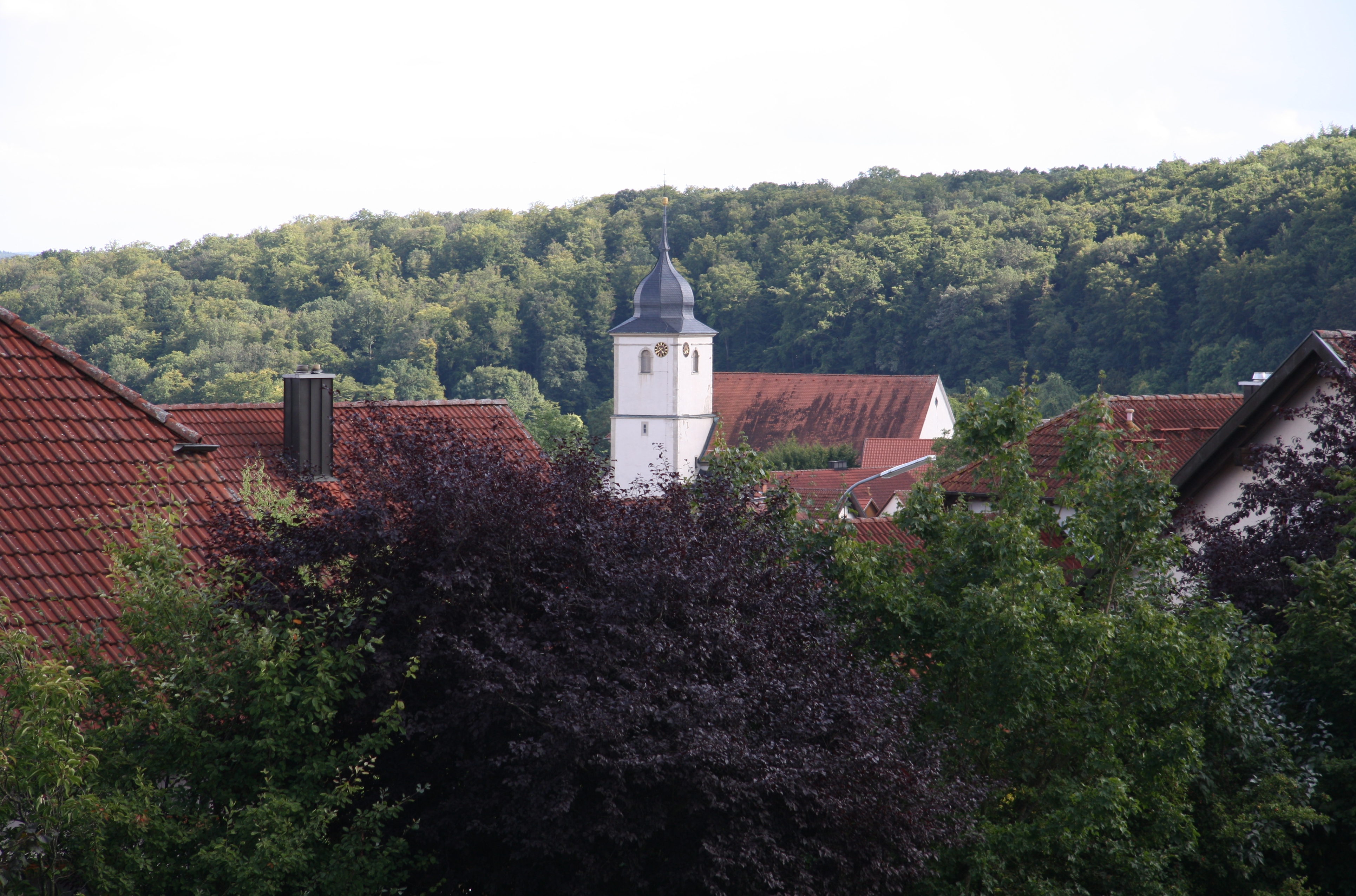
Die Katholische Kirche St. Georg in Hausen

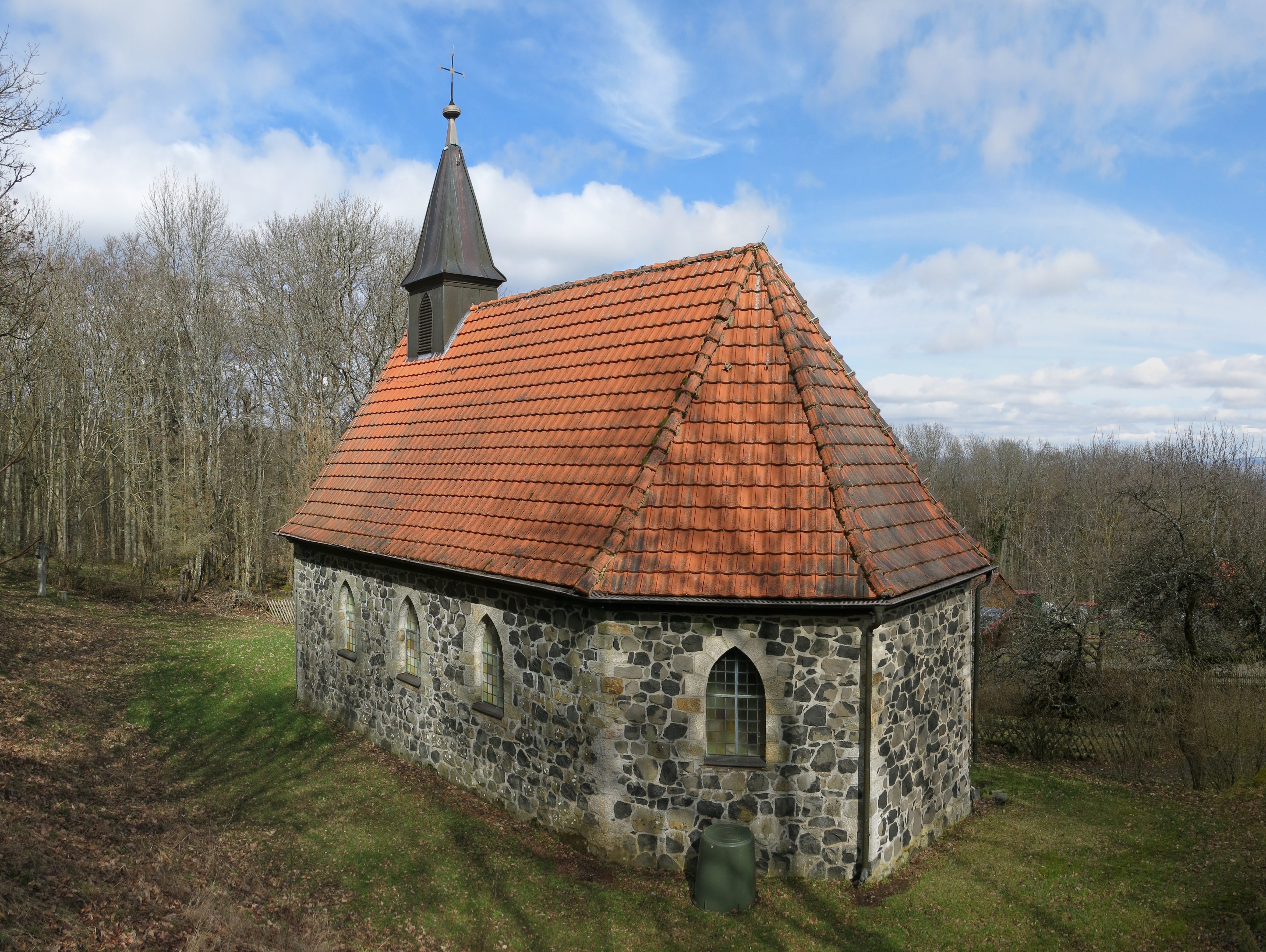
Die Filialkirche in Hillenberg

- Die katholische Kirche St. Georg besitzt einen Saalbau mit eingezogenem Turm von 1741.
- In Hausen gibt es einen Streuobst-Lehrpfad.
- Südwestlich des Ortsteils Roth erhebt sich die 711 m hohe Rother Kuppe.

### Veranstaltungen
Hausen ist Fahrerlager und Startort für das internationale Hauenstein Bergrennen. Für das Bergrennen hat sich ein Fanclub formiert: Fast die gesamte Jugend des Ortes (und mehr) sind in der Ärzte-Gruft, gleichzeitig der Name des Vereinsheimes, organisiert. Teile der Organisation (Verpflegung) werden von den Mitgliedern übernommen.
Das Rennen wird seit 1970 ausgetragen, die Streckenlänge beträgt 4,2 km und ist damit die zweitlängste Bergrennstrecke in Deutschland. Da die Rückführung über einen Rundkurs geleitet wird, der auch die Hochrhönstraße umfasst, fallen für einen Durchgang 14,6 km an.

## Sport
Hausen hat mit Roth zwei Sportstätten, außerdem gibt es Sportanlagen im Rhön-Park-Hotel.